# Autovía del Agua

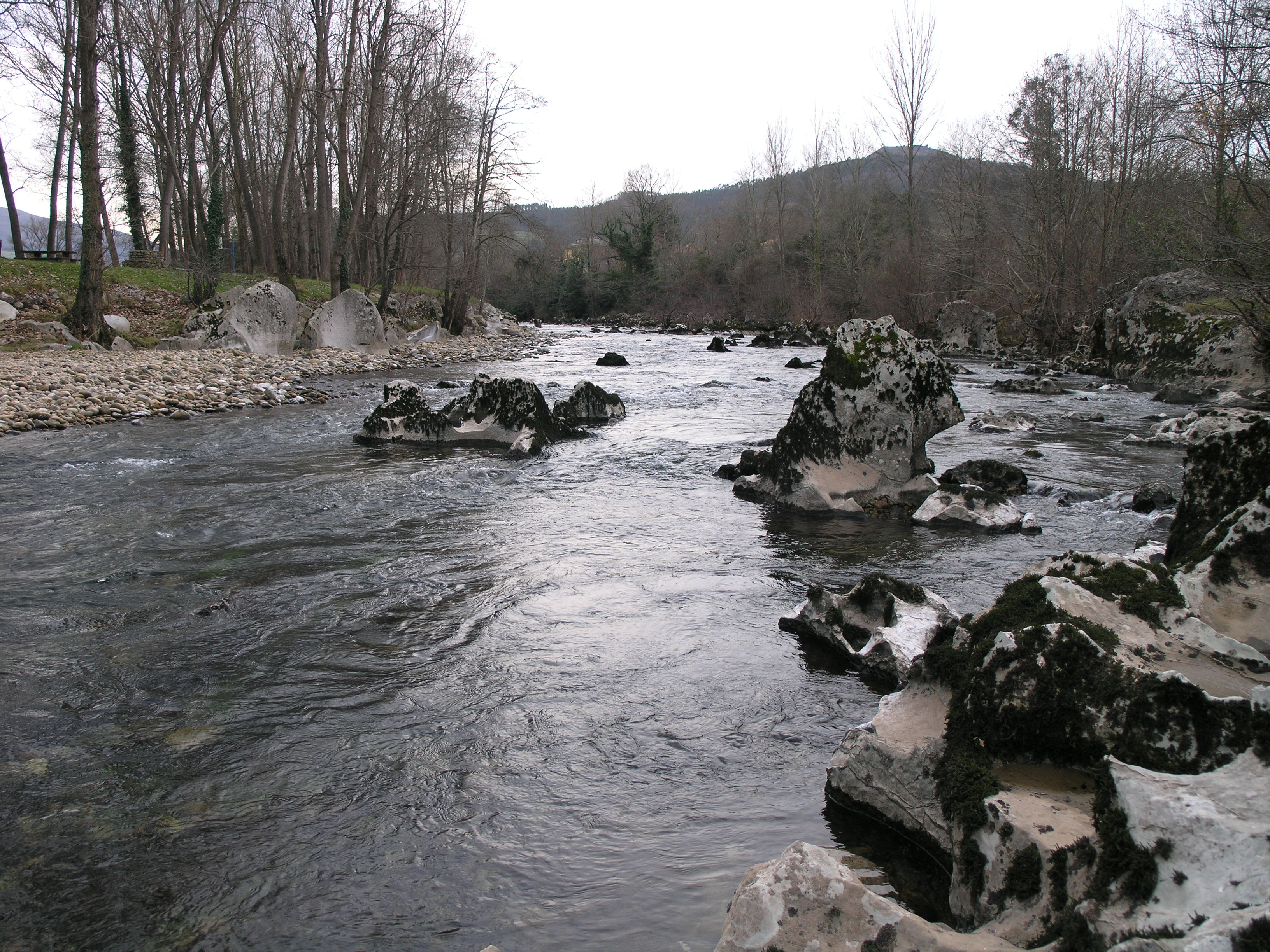
Río Pas. Uno de los cursos fluviales que une la Autovía del Agua.

Se conoce como Autovía del Agua a un gran acueducto subterráneo que atraviesa Cantabria (España) de este a oeste y que abastece de agua a todo el borde costero de la comunidad y a una franja interior de 30 kilómetros. Su construcción se inició en 2004, con un coste estimado de 180 millones de euros y teniendo en cuenta proyecciones a 25 años de crecimiento demográfico y turístico para Cantabria. La obra quedó concluida el mes de noviembre del año 2016 después de que se conectara a la infraestructura el municipio de Camargo, el último que quedaba por unirse a la red.

## Características
Esta gran tubería de fundición dúctil de 600 mm de diámetro y 160 kilómetros de longitud, une todas las cuencas hidrográficas de Cantabria por el borde costero, desde Unquera (límite Oeste) hasta Castro Urdiales (límite Este), permitiendo trasvasar agua procedente de cualquiera de los valles de la región al resto, de manera totalmente flexible y adaptada a las variaciones de la demanda en el espacio y en el tiempo. De esta forma es posible compensar la escasez de agua en una cuenca fluvial con los excedentes existentes en otra, algo importante pues los cauces de los ríos cantábricos presentan grandes fluctuaciones en su nivel de agua debido a su corto recorrido y a la gran dependencia que tienen de las precipitaciones.
Este importante plan hidráulico se completa con ramales en sentido perpendicular que conectan con las conducciones de derivación a las distintas redes de abastecimiento secundarias de la región, así como con las fuentes de agua existentes, destacando el bitrasvase Ebro-Pas-Besaya por el cual el agua almacenada en el embalse del Ebro durante el invierno permite satisfacer las demandas durante el verano a través de su interconexión con la Autovía del Agua. El agua del embalse del Ebro al pertenecer a una cuenca hidrográfica distinta, debe ser devuelta cuando hay excedente de agua en los ríos de la cuenca cantábrica.
Este proyecto tiene como fin solucionar los problemas de abastecimiento de agua, que son especialmente notables en verano, sobre todo en la costa oriental de Cantabria y en la zona de Santander, áreas que sufren un notable incremento de población y por tanto de demanda de abastecimiento durante los meses estivales. Así mismo, la Autovía del Agua trata de evitar que la presión de la demanda recaiga en un solo río, puesto que sería imposible cumplir con los caudales mínimos de mantenimiento.